# Jack Shaheen
Jack George Shaheen Jr. (în arabă جاك جورج شاهين; n. 21 septembrie 1935, Pittsburgh, Pennsylvania, SUA – d. 9 iulie 2017, Charleston, Carolina de Sud, SUA) a fost un scriitor și conferențiar american, specializat în abordarea stereotipurilor etnice și rasiale. Este autorul cărților The TV Arab (1984), Arab and Muslim Stereotyping in American Popular Culture (1997) și Reel Bad Arabs (2001; ecranizată într-un documentar din 2006).

## Tinerețe și educație
Shaheen s-a născut în Pittsburgh într-o familie de imigranți libanezi creștini și a crescut în orașul Clairton din statul Pennsylvania.
Shaheen a absolvit Liceul Clairton în 1953. Patru ani ma târziu, în 1957, a absolvit Institutul de Tehnologie Carnegie cu o licență în arte frumoase. În 1964 Shaheen a obținut o diplomă de master de la Pennsylvania State University și în 1969 o diplomă de doctorat de la University of Missouri.

## Carieră
Activitatea științifică a lui Shaheen s-a concentrat asupra orientalismului și rasismului existent în cultura populară, inclusiv în filmele de la Hollywood. A susținut peste 1.000 de prelegeri pe această temă în Statele Unite ale Americii și pe trei continente. Într-un interviu acordat în 2015 realizatorului de emisiuni radiofonice Tavis Smiley, el și-a descris activitatea desfășurată pe parcursul întregii vieți ca fiind „dedicată încercării de a umaniza imaginea arabilor și musulmanilor și de a-i face vizibili pe arabii americani și pe musulmanii americani – ca să nu fim prezentați nici mai bine, nici mai rău decât toți ceilalți”.
Shaheen a fost, de asemenea, consultant CBS News cu privire la situația din Orientul Mijlociu, veteran al Armatei Americane și profesor emerit de comunicații de masă la Southern Illinois University din Edwardsville.
Lucrarea de referință „Jack Shaheen versus the Comic Book Arab” (1991) a lui Shaheen a fost citată de o multitudine de specialiști. Jehanzeb Dar, de exemplu, l-a citat pe Shaheen ca sursă secundară a observației că „Batman vorbește farsi la Beirut” într-o poveste de benzi desenate. Shaheen a mai susținut că, în aceeași poveste, Batman caută un „grup extremist șiit”. Influența timpurie a Hezbollah-ului în Valea Bekaa, destinația lui Batman/Bruce Wayne, a făcut astfel ca organizația să devină un pol de atracție a „răpitorilor șiiți radicali” denigrați ca „bandiți în cearșafuri” în „Death in the Family”. De asemenea, Shaheen a subliniat pentru prima dată că Joker, îmbrăcat într-un veșmânt „arab” descris ca „iranian”, era o referință la „nebunia” Iranului.

## Onoruri
Shaheen a primit două premii Fulbright pentru predare. A fost, de asemenea, Distinguished Visiting Scholar al Centrului Hagop Kevorkian de Studii despre Orientul Apropiat din cadrul New York University.

## Viața personală
Shaheen a fost un fan al echipei de fotbal american Pittsburgh Steelers, se plimba adesea pe plajele de pe Insula Hilton Head și a făcut parte din consiliul director al Orchestrei din Hilton Head. El a participat, de asemenea, în mod regulat, după cum scrie în necrolog, la „slujbele religioase de la Biserica ortodoxă greacă „Învierea Domnului” din Bluffton. S-a căsătorit în 1966 cu Bernice Rafeedie, o americancă de origine palestiniană, și a avut doi copii, Michael și Michelle, precum și numeroși copii vitregi și nepoți.

## Moarte
Shaheen a murit pe 9 iulie 2017, la vârsta de 81 de ani. Printre persoanele care i-au lăudat activitatea se numără Ralph Nader, care a spus că Shaheen „a furnizat dovezile incriminatoare needitate direct din mass-media părtinitoare”, și Ali Mirsepassi, directorul Inițiativei de Studii Iraniene din cadrul New York University, care a scris în 2012 că „Jack Shaheen își elaborează lucrările critice cu puțină amărăciune intelectuală sau personală, aroganță morală sau superioritate intelectuală”.

## Lucrări publicate
- Shaheen, Jack G. (1979). Nuclear War Films. Carbondale: Southern Illinois University Press. ISBN 0809308436. OCLC 317396635.
- Shaheen, Jack G. (1984). The TV Arab. Bowling Green, Ohio: Popular Press. ISBN 0879723092. OCLC 581867731.
- Shaheen, Jack G. (2012). Reel Bad Arabs: How Hollywood Vilifies a People (ed. Revised and updated). New York: Olive Branch Press, Interlink Publishing Group. ISBN 978-1-623-71006-4. OCLC 928572276. – publicată inițial în 2001
- Shaheen, Jack G. (2012). Guilty: Hollywood's Verdict on Arabs After 9/11. Northampton, MA: Olive Branch Press, Interlink Publishing Group. ISBN 978-1-623-71020-0. OCLC 828794510.